# 汪品先
汪品先（1936年11月14日—），出生于江苏苏州，中国海洋地质学家。

## 生平
1960年毕业于莫斯科大学地质系。曾在上海华东师范大学地质系和地理系任教，1972年随华东师范大学地理系海洋地质专业调入至同济大学。1981至1982年赴德国基尔大学从事研究。1991年当选中国科学院院士。现任同济大学海洋与地球科学学院教授、海洋地质教育部重点实验室主任。
汪品先主要从事中国海域古海洋学、海洋微体古生物学的研究，发现了南海在冰期旋回中对环境信号的放大效应和西太平洋边缘海对中国陆地环境演变的重大影响。此外汪品先还积极促进中国参加国际大洋钻探计划(ODP)，并在1999年2月至4月实施的ODP第184航次中应邀担任首席科学家，在中国海域首次进行了大洋钻探。